# Q余弦函数

q余弦函数

q余弦函数是余弦函数的q模拟
{\displaystyle cos_{q}(x)=\sum _{n=0}^{\infty }{\frac {(1-q)^{2n}(-1)^{n}*x^{2n}}{(q;q)_{2n}}}}
其中的符号{\displaystyle :(q;q)_{2n}}是Q阶乘幂